# Samuilovo, Dobrici
Samuilovo (în bulgară Самуилово, în română Sarî-Mamut provenit din turcă Sarımahmut) este un sat în Obștina Dobrici, Regiunea Dobrici, Dobrogea de Sud, Bulgaria.
Între anii 1913-1940 a făcut parte din plasa Ezibei a județului Caliacra, România.

## Demografie
Componența etnică a satului Samuilovo
     Turci (27,5%)
     Bulgari (51,66%)
     Romi (15%)
     Nicio identificare (5,83%)
La recensământul din 2011, populația satului Samuilovo era de 120 locuitori. Din punct de vedere etnic, majoritatea locuitorilor (51,66%) erau bulgari, existând și minorități de turci (27,5%) și romi (15,0%). Pentru 5,83% din locuitori nu este cunoscută apartenența etnică.